# Panashe Mutimbanyoka
Panashe Hilton Mutimbanyoka (ur. 21 lutego 2002) – zimbabwejski piłkarz grający na pozycji napastnika. Jest wychowankiem klubu FC Platinum.

## Kariera klubowa
Swoją karierę piłkarską Mutimbanyoka rozpoczął w klubie FC Platinum, w którym w 2020 roku zadebiutował w zimbabwejskiej pierwszej lidze.

## Kariera reprezentacyjna
W 2022 roku Mutimbanyoka został powołany do reprezentacji Zimbabwe na Puchar Narodów Afryki 2021. Na tym turnieju nie rozegrał żadnego meczu.